# Ambroise Villard

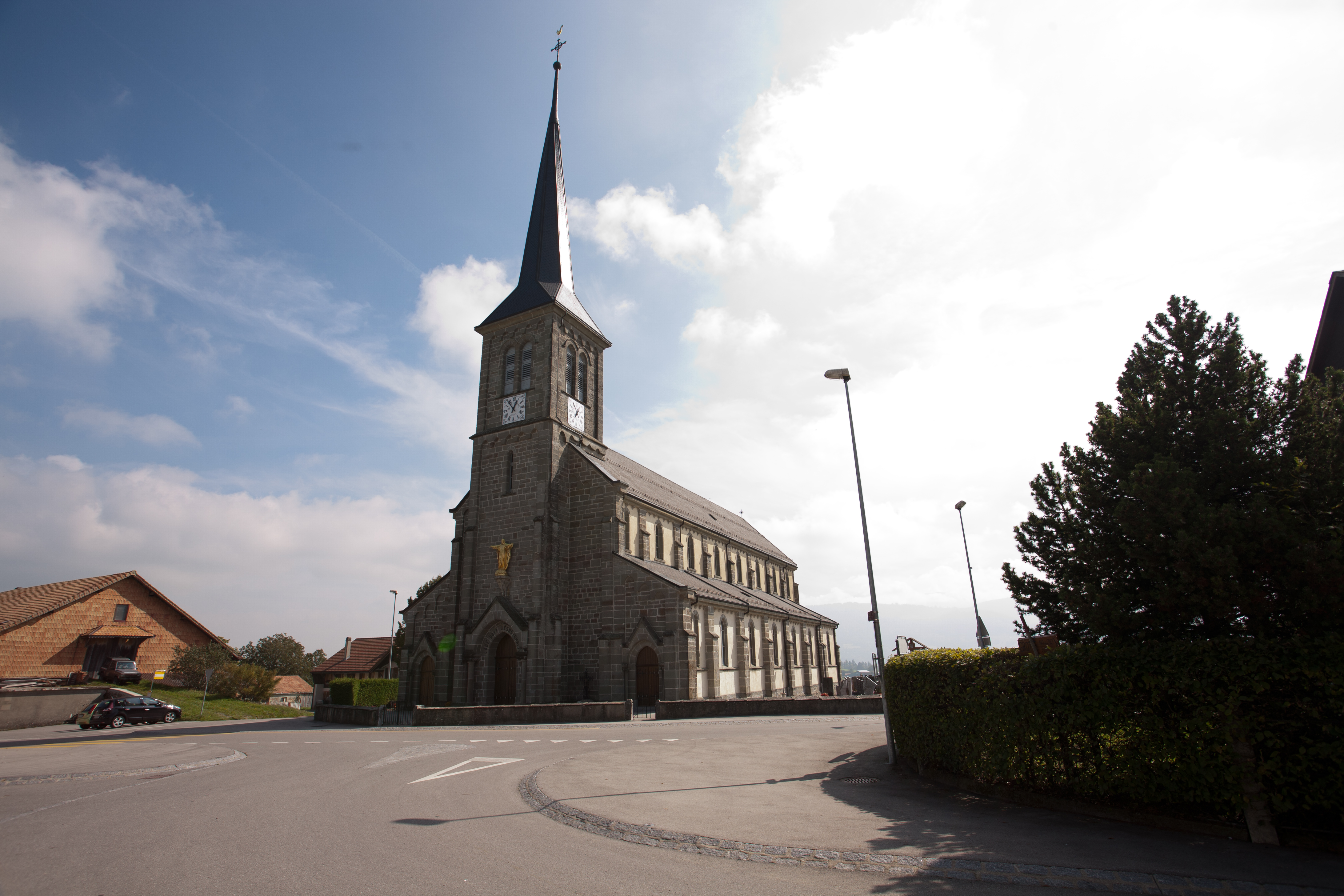
Kirche Saint-Loup, Le Crêt

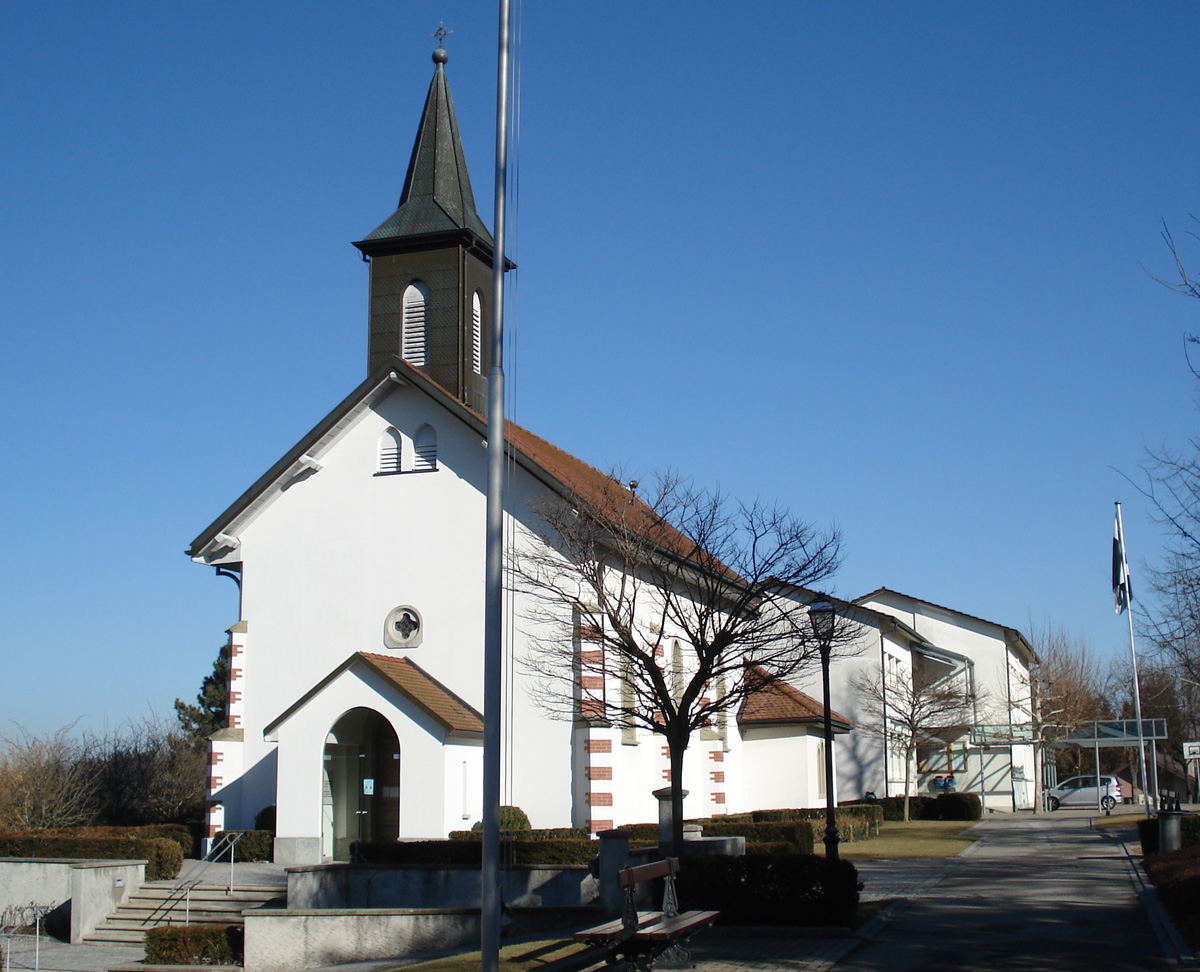
Chapelle de la Sainte Trinité, Avry, 1897

Ambroise Villard (geb. 23. März 1841 in Châtel-Saint-Denis; gest. 7. Oktober 1903 in Farvagny-le-Grand) war ein Schweizer katholischer Geistlicher, der als autodidaktischer Architekt historistischer Kirchenbauten im Kanton Freiburg bekannt geworden ist.
Ambroise Villard wurde nach dem Besuch des Priesterseminars in Freiburg 1864 zum Priester geweiht. 1864 wurde er Vikar in Meyrin, 1865 von Assens. 1865 wurde er Pfarrer von Crésuz, 1867 von La Chaux-de-Fonds und von 1869 bis zu seinem Tod Pfarrer von Farvagny-le-Grand. Nach der damals im Zeitalter des Historismus üblichen Vorstellung, dass bestimmte Bauaufgaben typische Stile verlangten, galt dem Priester, der ohne Ausbildung eine Reihe von Kirchen und Kapellen plante, der gotische und romanische Stil als Vollendung christlichen Ausdrucks.

## Werke (Auswahl)
- Pfarrkirche Pont-la-Ville, 1879–80
- Pfarrkirche Farvagny-le-Grand, 1886–89
- Pfarrkirche Le Crêt, 1887–88
- Kapelle Attalens
- Kapelle Prayoud, Châtel-Saint-Denis
- Kapelle Lentigny
- Kapelle Avry-sur-Matran, 1897